# Acequia de Rovella
La acequia de Rovella es una de las ocho acequias de la Vega de Valencia (España) que están bajo la jurisdicción del Tribunal de las Aguas de Valencia. Su origen histórico (sobre el siglo XIX) estaba en el azud de Rovella, actualmente situado en el viejo cauce del río Turia (hoy Jardín del Turia), a la altura de la Casa del Agua; donde todavía pueden admirarse los sillares que conformaban la primitiva toma de aguas de la acequia. Actualmente, en cambio, la toma de aguas se realiza en el nuevo Azud del Repartiment, en término municipal de Cuart de Poblet, donde las aguas cruzan bajo el nuevo cauce a la margen izquierda y discurren por un nuevo trazado subterráneo hasta llegar al primitivo cauce de la acequia a la altura del viejo azud.
Riega las huertas y campos de la margen derecha del antiguo río Turia dominados por esta acequia desde la acequia de Favara hasta el mar, en término de Valencia. Su superficie regable es muy reducida y se limita a unos pocos campos en la zona de En Corts y Nazaret, cada vez más ocupados por la urbanización de la ciudad y el ZAL del Puerto de Valencia, y a proporcionar sus sobrantes a los riegos de Francos y Marjales.

## Historia
La acequia de Rovella histórica tenía sus orígenes en el Azud de Rovella, actualmente situado en el viejo cauce del río Turia (hoy Jardín del Turia), a la altura de la Casa del Agua; lugar en el que pueden verse los sillares que conformaban la primitiva toma de aguas de esta acequia. Sin embargo, el nuevo cauce del Turia dejó este tramo fluvial seco y la toma se trasladó al nuevo Azud del Repartiment, tal que las aguas parten de allí, cruzan bajo el nuevo cauce a la margen izquierda y discurren por un nuevo trazado subterráneo hasta llegar al primitivo cauce de la acequia a la altura del viejo azud. El recorrido ha sido afectado históricamente por los numerosos cambios urbanísticos de la ciudad, de forma que ahora discurre paralelo al viejo cauce, hasta llegar a Guillem de Castro, y continua por la ronda interior hasta salir de la misma en dirección a Ruzafa y el ensanche hasta llegar a las tierras de En Corts donde riega algunas parcelas. La acequia de Rovella da aguas al Jardín Botánico atraviesa la ciudad como alcantarillado y viene a emerger en la llamada acequia del Valladar, en el entorno de la huerta del Pou d´Aparisi, y más abajo, desde el Valladar riega las huertas de la Punta.
Dentro de la ciudad de Valencia, la acequia de Rovella pasaba por lo que llegaría a ser el barrio del Carmen. Este territorio quedaba fuera de la muralla árabe, construida en el siglo XI, pero quedó intramuros al construirse una nueva en el siglo XIV. Si bien fue urbanizándose a lo largo de los siglos, este espacio era aún hortícola y se beneficiaban de las aguas de la acequia. También se fue implantando en este periodo una industria textil —barri dels Tints—  que también recurría al cauce. Otra actividad que aprovechaba las aguas de la acequia en el Carmen era la alfarería. Esta permaneció activa en la zona hasta la segunda mitad del siglo XX.
La acequia no tenía su misión principal en el riego de la huerta valenciana, sino para ser utilizada en el servicio de alcantarillado histórico de la ciudad hasta la construcción de los nuevos colectores, los cuales se realizaron a partir de 1975. Sus aguas arrastraban las aguas negras para utilizarlas en el fertilizado de los campos y arrozales del sur de la ciudad. En la actualidad, todavía se utiliza parte de su trazado con esta finalidad, aunque no se sabe cuántos son los vertidos. Al  no disponerse una trazado original de la acequia, a lo largo de los años se han producido algunos problemas en la construcción de edificios en la ciudad, en concreto en los barrios como los de Ruzafa y Monteolivete.